# Simon Hodgkinson
Simon David Hodgkinson (Thornbury, 15 dicembre 1962) è un ex rugbista a 15 britannico, internazionale per l'Inghilterra, per 16 stagioni estremo del Nottingham e finalista alla Coppa del Mondo di rugby 1991.

## Biografia
La quasi totalità della carriera di Hodgkinson fu legata al Nottingham, club nel quale militò fino al 1996 tranne una breve parentesi di due stagioni al Moseley.
Esordì in Nazionale inglese nel 1989 a Bucarest contro la Romania, e prese parte alla Coppa del Mondo di rugby 1991 in cui la squadra giunse fino alla finale, poi persa contro l'Australia.
In tale torneo disputò pure l'ultimo dei suoi incontri internazionali, a Gloucester contro gli Stati Uniti.
Successivamente militò in Nazionale A ma non più in quella maggiore, dalla quale già nel 1993 era praticamente fuori.
Divenuto insegnante, è tecnico di rugby presso la scuola superiore di Oundle, nel Northamptonshire, struttura in cui insegna anche il suo ex compagno di Nazionale John Olver.